# Hildebrand
Hildebrand és un personatge de la mitologia germànica, incorporat a la mitologia escandinava, en nòrdic antic és Hildibrandr. El mot "Hild" significa batalla i "Brand" espasa.
Encara que s'associa a personatges històrics dels segles V i VI com Teodoric el Gran o Odoacre, no s'ha pogut identificar com un personatge històric.
Hildebrand era un rei guerrer, que portava al seu escut vermell els retrats de tots els guerrers que havia mort. Apareix en tres famosos cançons: Cançó d'en Hiltibrant, Cançó dels Nibelungs i la cançó escandinava la Cançó de Mort d'en Hildebrand de l'Ásmundar saga kappabana. També apareix com Hildiger a Gesta Danorum.
A La Cançó d'en Hiltibrant, Hildebrand lluita contra el seu fill Hadubrand esdevenint l'armer de Dietrich, perquè es veu obligat a abandonar casa seva, la seva dona i el seu fill. Trenta anys després, Hildebrand torna i es troba que Hadubrand, el seu fill, governa la seva terra i està liderant l'exèrcit contra els invasors. Els dos líders dels exèrcits es troben, com era habitual en aquelles contrades i època i es llisten els respectius arbres genealògics per evitar que algú mati un parent seu.
Hadubrand afirma que és el fill d'Hildebrand, però pensa que el seu pare és mort, i que el guerrer que té davant seu utilitza el nom d'Hildebrand per enganyar-lo. A Hildebrandslied es diu com pare i fill lluiten, perquè Hildebrand ha de matar el seu fill o el seu fill el matarà, però al text original falta el final, s'ha perdut.
A la cançó norrena "Cançó de Mort d'en Hildibrandr", continguda a l'Ásmundar saga kappabana s'explica el final de la història, Hildebrand lluita contra un mig-germà seu i és ferit mortalment i que l'escut li rodola prop del cap i a l'escut també hi ha el retrat del seu fill, Hadubrand. Moribund, li prega al seu mig-germà que cobreixi el seu cos i l'enterri adequadament.